# Qassimiut
Qassimiut er en grønlandsk bygd med ca. 47 indbyggere under Kujalleq Kommune. Indtil jan 2009 tilhørte bygden Qaqortoq Kommune.
Bygdens børn bliver undervist i Atuarfik Qassimiut, der blev flyttet fra en mindre boplads i 1965, og blev renoveret i slutning af 1980'erne. Skolen har to klasseværelser.
Jonathan Motzfeldt var født og opvokset i Qassimiut.